# Skilanglauf-Slavic-Cup 2020/21
Der Skilanglauf-Slavic-Cup 2020/21 war eine von der FIS organisierte Wettkampfserie, die zum Unterbau des Skilanglauf-Weltcups 2020/21 gehörte. Sie begann am 19. Dezember 2020 in Zakopane und endete am 21. März 2021 ebenfalls dort. Die Gesamtwertung gewann der Tscheche Petr Knop. Bei den Frauen wurde Karolina Kaleta Erste.

## Männer

### Resultate
| 1. Slavic-Cup in Zakopane, 19. bis 20. Dezember 2020 | 1. Slavic-Cup in Zakopane, 19. bis 20. Dezember 2020 | 1. Slavic-Cup in Zakopane, 19. bis 20. Dezember 2020 | 1. Slavic-Cup in Zakopane, 19. bis 20. Dezember 2020 | 1. Slavic-Cup in Zakopane, 19. bis 20. Dezember 2020 |
| ---------------------------------------------------- | ---------------------------------------------------- | ---------------------------------------------------- | ---------------------------------------------------- | ---------------------------------------------------- |
| Datum                                                | Disziplin                                            | Erster Platz                                         | Zweiter Platz                                        | Dritter Platz                                        |
| 19. Dezember 2020                                    | 10 km klassisch                                      | Paul Constantin Pepene                               | Adam Fellner                                         | Petrică Hogiu                                        |
| 20. Dezember 2020                                    | 15 km Freistil                                       | Petr Knop                                            | Petrică Hogiu                                        | Paul Constantin Pepene                               |

| 2. Slavic-Cup in Štrbské Pleso, 29. und 30. Dezember 2020 | 2. Slavic-Cup in Štrbské Pleso, 29. und 30. Dezember 2020 | 2. Slavic-Cup in Štrbské Pleso, 29. und 30. Dezember 2020 | 2. Slavic-Cup in Štrbské Pleso, 29. und 30. Dezember 2020 | 2. Slavic-Cup in Štrbské Pleso, 29. und 30. Dezember 2020 |
| --------------------------------------------------------- | --------------------------------------------------------- | --------------------------------------------------------- | --------------------------------------------------------- | --------------------------------------------------------- |
| Datum                                                     | Disziplin                                                 | Erster Platz                                              | Zweiter Platz                                             | Dritter Platz                                             |
| 29. Dezember 2020                                         | Sprint Freistil                                           | Wettkampf abgesagt                                        | Wettkampf abgesagt                                        | Wettkampf abgesagt                                        |
| 30. Dezember 2020                                         | 10 km Freistil                                            | Wettkampf abgesagt                                        | Wettkampf abgesagt                                        | Wettkampf abgesagt                                        |

| 3. Slavic-Cup in Štrbské Pleso, 20. und 21. Februar 2021 | 3. Slavic-Cup in Štrbské Pleso, 20. und 21. Februar 2021 | 3. Slavic-Cup in Štrbské Pleso, 20. und 21. Februar 2021 | 3. Slavic-Cup in Štrbské Pleso, 20. und 21. Februar 2021 | 3. Slavic-Cup in Štrbské Pleso, 20. und 21. Februar 2021 |
| -------------------------------------------------------- | -------------------------------------------------------- | -------------------------------------------------------- | -------------------------------------------------------- | -------------------------------------------------------- |
| Datum                                                    | Disziplin                                                | Erster Platz                                             | Zweiter Platz                                            | Dritter Platz                                            |
| 20. Februar 2021                                         | Sprint klassisch                                         | Wettkampf abgesagt                                       | Wettkampf abgesagt                                       | Wettkampf abgesagt                                       |
| 21. Februar 2021                                         | 15 km klassisch                                          | Wettkampf abgesagt                                       | Wettkampf abgesagt                                       | Wettkampf abgesagt                                       |

| 4. Slavic-Cup in Zakopane, 20. und 21. März 2021 | 4. Slavic-Cup in Zakopane, 20. und 21. März 2021 | 4. Slavic-Cup in Zakopane, 20. und 21. März 2021 | 4. Slavic-Cup in Zakopane, 20. und 21. März 2021 | 4. Slavic-Cup in Zakopane, 20. und 21. März 2021 |
| ------------------------------------------------ | ------------------------------------------------ | ------------------------------------------------ | ------------------------------------------------ | ------------------------------------------------ |
| Datum                                            | Disziplin                                        | Erster Platz                                     | Zweiter Platz                                    | Dritter Platz                                    |
| 20. März 2021                                    | Sprint klassisch                                 | Tomáš Kalivoda                                   | Tomas Lukes                                      | Maciej Staręga                                   |
| 21. März 2021                                    | 30 km Freistil Massenstart                       | Petr Knop                                        | Dominik Bury                                     | Vladimir Kozlovsky                               |

| 5. Slavic-Cup in Kremnica, 27. und 28. März 2021 | 5. Slavic-Cup in Kremnica, 27. und 28. März 2021 | 5. Slavic-Cup in Kremnica, 27. und 28. März 2021 | 5. Slavic-Cup in Kremnica, 27. und 28. März 2021 | 5. Slavic-Cup in Kremnica, 27. und 28. März 2021 |
| ------------------------------------------------ | ------------------------------------------------ | ------------------------------------------------ | ------------------------------------------------ | ------------------------------------------------ |
| Datum                                            | Disziplin                                        | Erster Platz                                     | Zweiter Platz                                    | Dritter Platz                                    |
| 27. März 2021                                    | 10 km klassisch                                  | Wettkampf abgesagt                               | Wettkampf abgesagt                               | Wettkampf abgesagt                               |
| 28. März 2021                                    | 10 km Freistil                                   | Wettkampf abgesagt                               | Wettkampf abgesagt                               | Wettkampf abgesagt                               |

### Gesamtwertung Männer
| Rang | Name                   | Punkte |
| ---- | ---------------------- | ------ |
| 01.  | Petr Knop              | 245    |
| 02.  | Paul Constantin Pepene | 160    |
| 03.  | Petrică Hogiu          | 140    |
| 04.  | Kacper Antolec         | 134    |
| 05.  | Adam Fellner           | 130    |
| 06.  | Tomáš Kalivoda         | 129    |
| 07.  | Tomas Lukes            | 120    |
| 08.  | Lukasz Gazurek         | 112    |
| 09.  | Raul Mihai Popa        | 90     |
| 10.  | Vladimir Kozlovsky     | 86     |
| 11.  | Maciej Staręga         | 82     |

| Rang | Name                   | Punkte |
| ---- | ---------------------- | ------ |
| 012. | Dominik Bury           | 80     |
| 013. | Dawid Damian           | 79     |
| 014. | Mateusz Haratyk        | 77     |
| 015. | Miroslav Rypl          | 76     |
| 016. | Martin Kocandrle       | 72     |
| 017. | Michal Skowron         | 65     |
| 018. | Florin Robert Dolhascu | 62     |
| 019. | Tomas Dufek            | 55     |
| 020. | Simeon Deyanov         | 53     |
| 020. | Ádám Kónya             | 53     |
| 022. | Ondřej Černý           | 50     |

| Rang | Name              | Punkte |
| ---- | ----------------- | ------ |
| 022. | Ján Koristek      | 50     |
| 024. | Piotr Sobiczewski | 48     |
| 025. | Simon Pavlasek    | 46     |
| 026. | Jiří Tuž          | 45     |
| 027. | Bartosz Cielniak  | 35     |
| 028. | Robert Bugara     | 34     |
| 028. | Piotr Jarecki     | 34     |
| 030. | Andrej Renda      | 33     |
| 030. | Michał Boreczek   | 33     |

## Frauen

### Resultate
| 1. Slavic-Cup in Zakopane, 19. und 20. Dezember 2020 | 1. Slavic-Cup in Zakopane, 19. und 20. Dezember 2020 | 1. Slavic-Cup in Zakopane, 19. und 20. Dezember 2020 | 1. Slavic-Cup in Zakopane, 19. und 20. Dezember 2020 | 1. Slavic-Cup in Zakopane, 19. und 20. Dezember 2020 |
| ---------------------------------------------------- | ---------------------------------------------------- | ---------------------------------------------------- | ---------------------------------------------------- | ---------------------------------------------------- |
| Datum                                                | Disziplin                                            | Erster Platz                                         | Zweiter Platz                                        | Dritter Platz                                        |
| 19. Dezember 2020                                    | 5 km klassisch                                       | Patrīcija Eiduka                                     | Karolina Kaleta                                      | Eliza Rucka                                          |
| 20. Dezember 2021                                    | 10 km Freistil                                       | Patrīcija Eiduka                                     | Karolina Kaleta                                      | Eliza Rucka                                          |

| 2. Slavic-Cup in Štrbské Pleso, 29. und 30. Dezember 2020 | 2. Slavic-Cup in Štrbské Pleso, 29. und 30. Dezember 2020 | 2. Slavic-Cup in Štrbské Pleso, 29. und 30. Dezember 2020 | 2. Slavic-Cup in Štrbské Pleso, 29. und 30. Dezember 2020 | 2. Slavic-Cup in Štrbské Pleso, 29. und 30. Dezember 2020 |
| --------------------------------------------------------- | --------------------------------------------------------- | --------------------------------------------------------- | --------------------------------------------------------- | --------------------------------------------------------- |
| Datum                                                     | Disziplin                                                 | Erster Platz                                              | Zweiter Platz                                             | Dritter Platz                                             |
| 29. Dezember 2020                                         | Sprint Freistil                                           | Wettkampf abgesagt                                        | Wettkampf abgesagt                                        | Wettkampf abgesagt                                        |
| 30. Dezember 2020                                         | 7,5 km Freistil                                           | Wettkampf abgesagt                                        | Wettkampf abgesagt                                        | Wettkampf abgesagt                                        |

| 3. Slavic-Cup in Štrbské Pleso, 20. und 21. Februar 2021 | 3. Slavic-Cup in Štrbské Pleso, 20. und 21. Februar 2021 | 3. Slavic-Cup in Štrbské Pleso, 20. und 21. Februar 2021 | 3. Slavic-Cup in Štrbské Pleso, 20. und 21. Februar 2021 | 3. Slavic-Cup in Štrbské Pleso, 20. und 21. Februar 2021 |
| -------------------------------------------------------- | -------------------------------------------------------- | -------------------------------------------------------- | -------------------------------------------------------- | -------------------------------------------------------- |
| Datum                                                    | Disziplin                                                | Erster Platz                                             | Zweiter Platz                                            | Dritter Platz                                            |
| 20. Februar 2021                                         | Sprint klassisch                                         | Wettkampf abgesagt                                       | Wettkampf abgesagt                                       | Wettkampf abgesagt                                       |
| 21. Februar 2021                                         | 10 km klassisch                                          | Wettkampf abgesagt                                       | Wettkampf abgesagt                                       | Wettkampf abgesagt                                       |

| 4. Slavic-Cup in Zakopane, 20. und 21. März 2021 | 4. Slavic-Cup in Zakopane, 20. und 21. März 2021 | 4. Slavic-Cup in Zakopane, 20. und 21. März 2021 | 4. Slavic-Cup in Zakopane, 20. und 21. März 2021 | 4. Slavic-Cup in Zakopane, 20. und 21. März 2021 |
| ------------------------------------------------ | ------------------------------------------------ | ------------------------------------------------ | ------------------------------------------------ | ------------------------------------------------ |
| Datum                                            | Disziplin                                        | Erster Platz                                     | Zweiter Platz                                    | Dritter Platz                                    |
| 20. März 2021                                    | Sprint klassisch                                 | Alena Procházková                                | Monika Skinder                                   | Izabela Marcisz                                  |
| 21. März 2021                                    | 15 km Freistil Massenstart                       | Alena Procházková                                | Sandra Schützová                                 | Monika Skinder                                   |

| 5. Slavic-Cup in Kremnica, 27. und 28. März 2021 | 5. Slavic-Cup in Kremnica, 27. und 28. März 2021 | 5. Slavic-Cup in Kremnica, 27. und 28. März 2021 | 5. Slavic-Cup in Kremnica, 27. und 28. März 2021 | 5. Slavic-Cup in Kremnica, 27. und 28. März 2021 |
| ------------------------------------------------ | ------------------------------------------------ | ------------------------------------------------ | ------------------------------------------------ | ------------------------------------------------ |
| Datum                                            | Disziplin                                        | Erster Platz                                     | Zweiter Platz                                    | Dritter Platz                                    |
| 27. März 2021                                    | 5 km klassisch                                   | Wettkampf abgesagt                               | Wettkampf abgesagt                               | Wettkampf abgesagt                               |
| 28. März 2021                                    | 5 km Freistil                                    | Wettkampf abgesagt                               | Wettkampf abgesagt                               | Wettkampf abgesagt                               |

### Gesamtwertung Frauen
| Rang | Name              | Punkte |
| ---- | ----------------- | ------ |
| 01.  | Karolina Kaleta   | 232    |
| 02.  | Alena Procházková | 200    |
| 02.  | Patrīcija Eiduka  | 200    |
| 04.  | Adéla Nováková    | 172    |
| 05.  | Monika Skinder    | 140    |
| 06.  | Sandra Schützová  | 130    |
| 07.  | Eliza Rucka       | 120    |
| 08.  | Daria Szkurat     | 117    |
| 09.  | Izabela Marcisz   | 110    |
| 09.  | Karolina Kukuczka | 110    |

| Rang | Name                | Punkte |
| ---- | ------------------- | ------ |
| 011. | Zuzanna Fujak       | 88     |
| 012. | Barbora Antošová    | 86     |
| 013. | Nela Pubalova       | 85     |
| 014. | Hanna Popko         | 84     |
| 015. | Andżelika Szyszka   | 76     |
| 016. | Anna Berezecka      | 72     |
| 017. | Pavlina Votockova   | 65     |
| 018. | Magdalena Kobielusz | 60     |
| 019. | Anna Sixtová        | 55     |
| 020. | Kinga Mareczek      | 52     |

| Rang | Name                | Punkte |
| ---- | ------------------- | ------ |
| 021. | Oliwia Buśko        | 48     |
| 021. | Kristína Sivoková   | 44     |
| 023. | Jolanta Byrtus      | 42     |
| 024. | Tímea Lőrincz       | 36     |
| 025. | Marcelina Wojtyła   | 33     |
| 026. | Marianna Klementová | 30     |
| 027. | Iva Vranova         | 27     |
| 028. | Barbora Horniakova  | 24     |
| 029. | Petra Vitakova      | 23     |
| 030. | Laura Legierska     | 22     |